# Sidney Luft
Sidney Luft (Nueva York; 2 de noviembre de 1915-Santa Mónica, California; 5 de septiembre de 2005) fue un empresario estadounidense, tercer marido de la cantante y actriz Judy Garland y segundo de la también actriz Lynn Bari. A su vez, fue padre de la actriz Lorna Luft (n. 1952).

## Carrera
Comenzó en el negocio del espectáculo como asesor y secretario de la bailarina y actriz Eleanor Powell. Fue productor de la película A Star Is Born (1954) protagonizada por Judy Garland.